# Mine de Finsch
La mine de Finsch est une mine souterraine de diamant située en Afrique du Sud, dans la province du Cap-Nord. La mine a ouvert en 1984. En 2004, De Beers l'a vendue à Petra Diamonds.

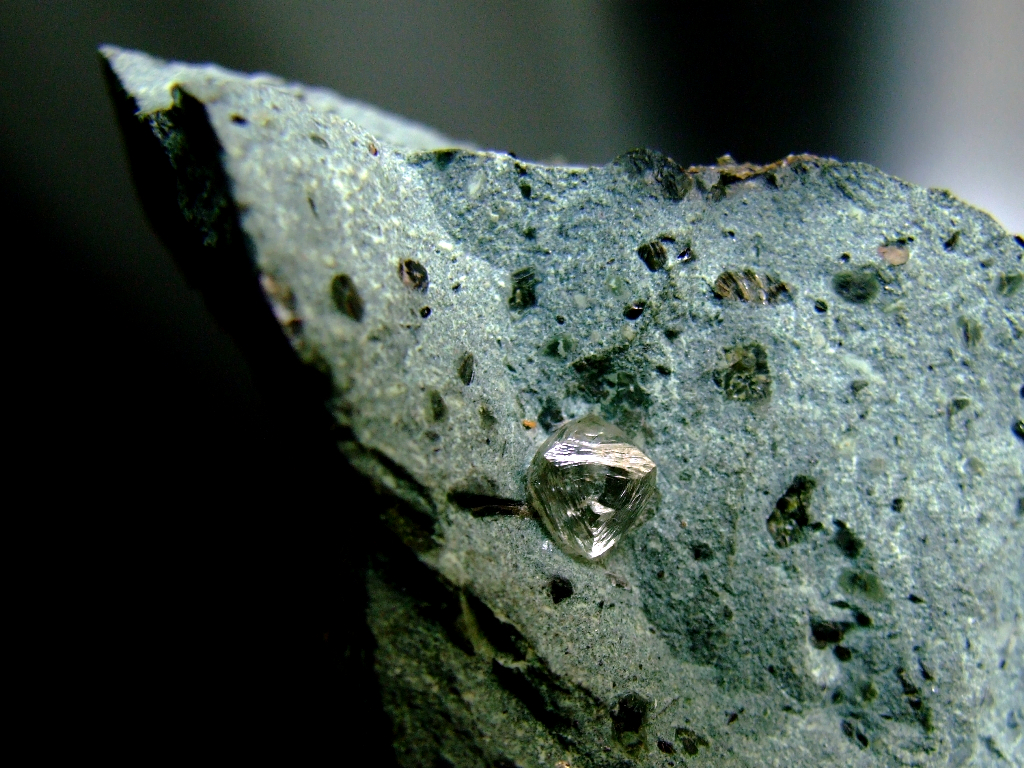
Diamant et kimberlite de la mine de Finsch.